# Hippotion vigil
Hippotion vigil är en fjärilsart som beskrevs av Guérin-meneville 1843. Hippotion vigil ingår i släktet Hippotion och familjen svärmare. Inga underarter finns listade i Catalogue of Life.